# Terinos tethys
Terinos tethys är en fjärilsart som beskrevs av William Chapman Hewitson 1862. Terinos tethys ingår i släktet Terinos och familjen praktfjärilar. Inga underarter finns listade i Catalogue of Life.